# Оболенски, Кира
Кира Оболенски (англ. Kira Obolensky, род. 19 сентября 1962, Нью-Йорк) — американская писательница, драматург из Миннеаполиса. В 1997 году она была удостоена стипендии Гуггенхайма в области драмы и перформанса. В 1999 году она выиграла стипендию художника от Фонда Буша.

## Биография
Родилась в Нью-Йорке в семье австралийки Рут Вуд и Джорджа (Юрия Павловича) Оболенского (24 августа 1931, Париж — 4 января 2021). Её отец был сыном белоэмигрантов и по мужской линии принадлежал к княжескому роду Оболенских. У неё есть две младшие сестры. Оболенски выросла в Техасе и Новом Орлеане. Она получила степень в колледже Уильямса.
Оболенски адаптировала мемуары пережившей Холокост Сабины Цимеринг в пьесу в 2010 году.
Оболенски живёт в Южном Миннеаполисе и замужем за скульптором Ирве Деллом.

## Избранные произведения
- Susanka, Sarah. The Not So Big House: A Blueprint for the Way We Really Live / Sarah Susanka, Kira Obolensky. — Taunton Press, 1998. — ISBN 1-56158-130-5.
- Obolensky, Kira. Garage: Reinventing the Place We Park :  [англ.]. — Taunton Press, 2001. — ISBN 978-1-56158-378-2.[9]
- Obolensky, Kira. Lobster Alice: A Comedy :  [англ.]. — Playscripts, Incorporated, 2002-09-10. — ISBN 978-1-62384-350-2.
- Corbett, Bill. Hate Mail: A Comedy :  [англ.] / Bill Corbett, Kira Obolensky. — Playscripts, Incorporated, 2004. — ISBN 978-1-62384-049-5.
- Obolensky, Kira. Good House, Cheap House: Adventures in Creating an Extraordinary Home at an Ordinary Price :  [англ.]. — Taunton Press, 2005. — ISBN 978-1-56158-752-0.